# Schell (Familie)
Die Familie Schell (auch Schäll) ist ein aus der Gegend von Allenwinden stammendes Geschlecht der Stadt Zug. Die Lehrerin Greth Schell soll Vorbild für die Fasnachtsfigur und den Greth-Schell-Brunnen gewesen sein.

## Familiengeschichte
Die Brüder Johann, Heinrich und Hensli Schell erwarben 1416 von Ritter Rudolf von Hünenberg Güter im Umkreis der Wildenburg bei Allenwinden. Ein Hensli Schell wurde 1435 im ersten Bürgerbuch der Stadt Zug mit seinen Kindern verzeichnet. Als Stadtbaumeister war er am Bau der Brücke bei Sihlbrugg beteiligt. Sein Sohn Johann (✝︎ nach 1490) war Landammann und Standesgesandter. Mitglieder der Familie waren bis in die Mitte des 18. Jahrhunderts häufig im Rat vertreten und verwalteten oft als Vögte die Vogteien der Stadt Zug.

## Personen
Franz Leonz Schell (1664–1730) gehörte zu den ersten Zuger Buchdruckern. Sein Sohn Heinrich Anton Schell (Heinrich Antoni Schäll, 1695–1778) führte das Unternehmen 1730 weiter und veröffentlichte 1743 eine Carolina in deutscher und französischer Sprache. Sie gehört «zu den besten Büchern des älteren Zuger Buchdrucks».

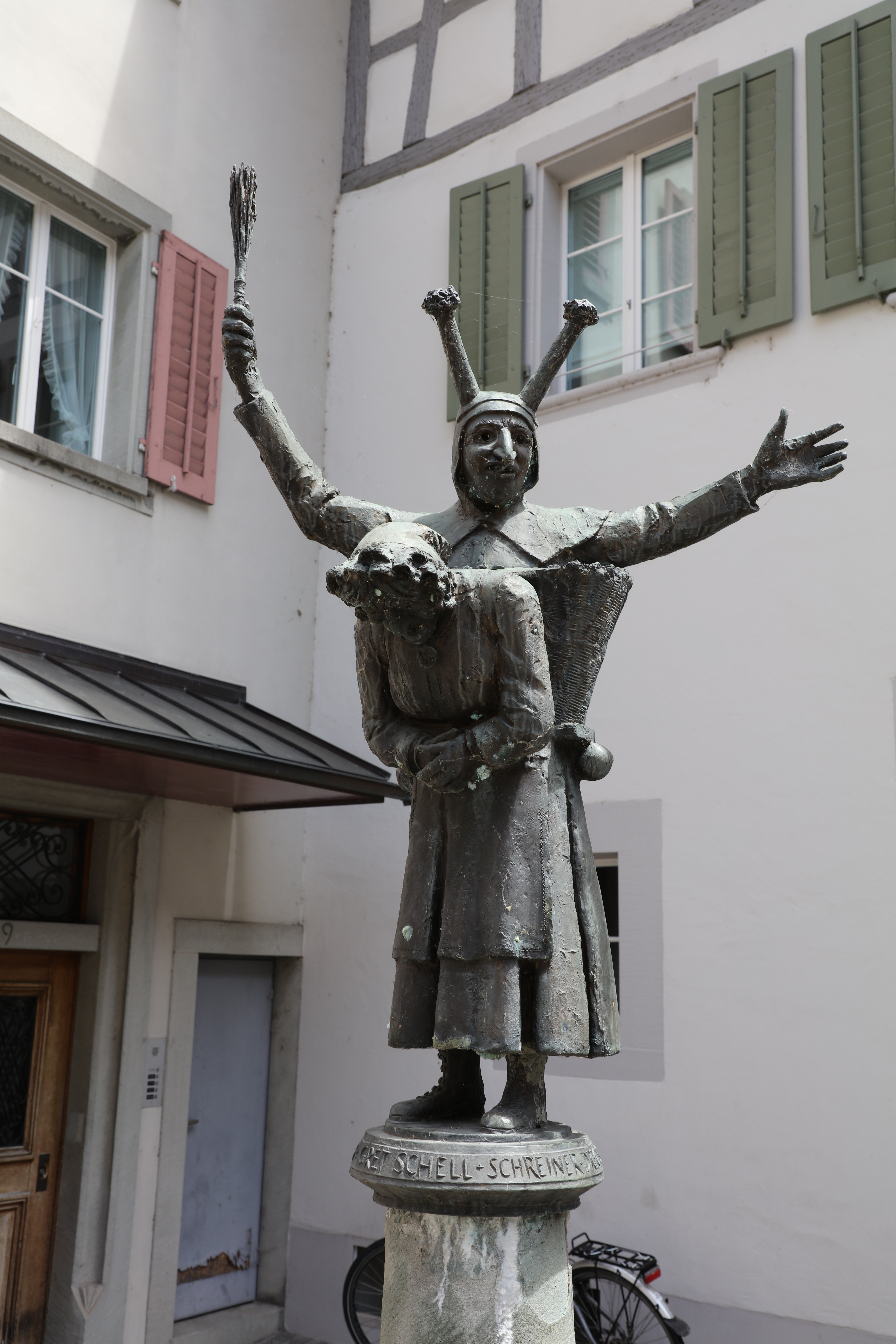
Greth-Schell-Brunnen

Margareta Schell (1672–1740) war eine «eigenwillige» Lehrerin sowie ein «Stadtoriginal» und gilt als Vorbild für die zugerische Fasnachtsfigur «Greth Schell» (auch Gret Schell oder Gret Schäll). Am Fasnachtsmontag zieht Greth Schell begleitet von sechs Narren durch die Stadt. Diese sechs «Lööli» schlagen mit «Süüblatere» (luftgefüllten Schweineblasen) um sich. Der Brauch wird seit 1887 durch die Zunft der Schreiner, Drechsler und Küfer der Stadt Zug bewahrt.
Der Goldschmied Kaspar Schell (1811–1869) wurde in den 1840er Jahren durch seine antijesuitischen Karikaturen sowie durch stadtplanerische «Visionen» bekannt.

## Greth-Schell-Brunnen
Der Überlieferung nach sah sich Greth Schell spätabends veranlasst, ihren «weinseligen» Mann im Wirtshaus abzuholen. Begleitet von den «angeheiterten Saufkumpanen» ihres Mannes, trug sie ihn anschliessend in einer «Chrätze» nach Hause. Die Brunnenfigur in der Unteren Altstadt (vor Unteraltstadt 29) wurde 1977 vom Luzerner Bildhauer Rolf Brem gestaltet. Sie zeigt Greth Schell in gebückter Haltung, der Mann im Rückentragkorb ist mit einer Narrenkappe gekennzeichnet. Stifter der Figur war die Zunft der Schreiner, Drechsler und Küfer. Die Ursprünge der Überlieferung sind allerdings unklar, denn die historisch belegte Margareta Schell blieb unverheiratet.

## Belege
1. 1 2 3 4 5  Renato Morosoli: Schell. In: Historisches Lexikon der Schweiz.  12. Juli 2011.
2. 1 2  Stadt Zug: Brem, Rolf: Greth-Schell-Brunnen (1977). Abgerufen am 15. Juli 2023.
3. ↑  Stadt Zug: Tafel am Gret-Schell-Brunnen (sic!).